# FK Zlatibor Čajetina
Maillots
Le Fudbalski Klub Zlatibor Čajetina (en serbe : Фудбалски клуб Златибор Чајетина), plus couramment abrégé en FK Zlatibor, est un club serbe de football fondé en 1945 et basé dans la ville de Čajetina.
Il évolue notamment en première division serbe lors de la saison 2020-2021. 

## Histoire
Passant la grande majorité de son existence dans les championnats amateurs yougoslaves puis serbes, le club entame à partir de 2014 une montée rapide dans les échelons du football serbe. Après avoir remporté le championnat du district de Zlatibor cette année-là, il termine ensuite champion de la zone de la Drina en quatrième division en 2016 puis de la zone Ouest du troisième échelon en 2018.
Après deux saisons passées en deuxième division, le Zlatibor remporte le championnat à l'issue de l'exercice 2019-2020 et accède au premier échelon pour la première fois de son histoire. Il échoue cependant à s'y maintenir, finissant dix-huitième et relégable au terme de la saison 2020-2021.

## Bilan sportif

### Palmarès
| Compétitions nationales                                                                                       |
| --- |
| - Championnat de Serbie D2 (1) : - Champion : 2019-20. - Championnat de Serbie D3 (1) : - Champion : 2017-18. |

### Bilan par saison
| Saison    | Championnat | Championnat | Championnat | Championnat | Championnat | Championnat | Championnat | Championnat | Championnat | Championnat | Coupe de Serbie     |
| Saison    | Division    | Pos         | Pts         | J           | V           | N           | D           | BP          | BC          | Diff        | Coupe de Serbie     |
| --------- | ----------- | ----------- | ----------- | ----------- | ----------- | ----------- | ----------- | ----------- | ----------- | ----------- | ------------------- |
| 2008-2009 | 5e Zlatibor | 12e         | 38          | 32          | 10          | 8           | 14          | 51          | 54          | -3          | —                   |
| 2009-2010 | 5e Zlatibor | 1er         | 76          | 34          | 23          | 7           | 4           | 91          | 26          | +65         | —                   |
| 2010-2011 | 4e Drina    | 12e         | 39          | 30          | 11          | 6           | 13          | 42          | 39          | +3          | —                   |
| 2011-2012 | 4e Drina    | 14e         | 32          | 30          | 8           | 8           | 14          | 24          | 38          | -14         | —                   |
| 2012-2013 | 5e Zlatibor | 4e          | 52          | 28          | 16          | 4           | 8           | 65          | 30          | +35         | —                   |
| 2013-2014 | 5e Zlatibor | 1er         | 76          | 26          | 25          | 1           | 0           | 128         | 6           | +122        | —                   |
| 2014-2015 | 4e Drina    | 2e          | 50          | 28          | 15          | 6           | 7           | 35          | 20          | +15         | —                   |
| 2015-2016 | 4e Drina    | 1er         | 68          | 30          | 20          | 8           | 2           | 54          | 21          | +33         | —                   |
| 2016-2017 | 3e Ouest    | 5e          | 42          | 30          | 10          | 12          | 8           | 30          | 28          | +2          | —                   |
| 2017-2018 | 3e Ouest    | 1er         | 80          | 34          | 25          | 5           | 4           | 67          | 25          | +42         | Huitièmes de finale |
| 2018-2019 | 2e          | 6e          | 57          | 37          | 18          | 3           | 16          | 48          | 42          | +6          | —                   |
| 2019-2020 | 2e          | 1er         | 54          | 30          | 14          | 12          | 4           | 33          | 18          | +15         | Seizièmes de finale |
| 2020-2021 | 1re         | 18e         | 29          | 38          | 7           | 8           | 23          | 28          | 64          | -36         | Seizièmes de finale |
| 2021-2022 | 2e          | 12e         | 47          | 37          | 12          | 11          | 14          | 38          | 44          | -6          | Seizièmes de finale |
| 2022-2023 | 2e          | en cours    | en cours    | en cours    | en cours    | en cours    | en cours    | en cours    | en cours    | en cours    | Seizièmes de finale |

Légende
- Promotion en division supérieure.
- Relégation en division inférieure.

## Personnalités du club

### Présidents du club
- Veljko Radulović

### Entraîneurs du club
| - Milan Čančarević (2013 - 2016) - Vladimir Mudrinić (2016 - 2017) - Predrag Ristanović (2018 - 2020) | - Zoran Njeguš (2020 - 2021) - Ljubomir Ristovski (2021) - Predrag Ristanović (2021 - ) |